# August (에릭 클랩튼의 음반)
| 전문가 평가   | 전문가 평가 |
| 평가 점수     | 평가 점수   |
| 출처          | 점수        |
| ------------- | ----------- |
| AllMusic      | [ 1 ]       |
| Kerrang!      | [ 2 ]       |
| Rolling Stone | unfavorable |

《August》는 1986년 11월 24일, 워너 브라더스 레코드가 발표한 에릭 클랩튼의 열 번째 솔로 스튜디오 음반이다. 필 콜린스가 주로 프로듀싱한 《August》는 오랜 클랩튼의 동료인 톰 다우드와 함께 현재까지 클랩튼의 가장 많이 팔린 음반이 되었다.

## 구성
음반에 수록된 곡 중에는 다우드와 클랩튼이 프로듀싱한 시그니처 곡인 〈It's in the Way That You Use It〉(로비 로버트슨과 공동 작사, 작곡 그리고 1986년 10월 폴 뉴먼과 톰 크루즈 영화 《컬러 오브 머니》에 수록된 곡들이 있으며, 음반 발매 한 달 전인 1986년 10월 이후 메인스트림 록 트랙 차트 1위에 올랐다.) 그리고 필 콜린스는 높은 템포의 호른이 가득한 〈Run〉과 기타로 가득 찬 로커 〈Tearing Us Apart〉 (티나 터너와 함께), 밴드의 리처드 마누엘에게 헌정하는 〈Holy Mother〉 그리고 〈Miss You〉와 같은 숫자를 만들었다.
이 음반의 유일한 영국 톱 20 히트곡인 〈Behind the Mask〉는 그레그 필린게인즈의 제안으로 녹음되었다. 전설에 따르면 옐로 매직 오케스트라의 오리지널 트랙을 듣고 1980~82년경에 프로듀서 퀸시 존스가 이 트랙과 사랑에 빠졌고, 그와 마이클 잭슨은 그의 《Thriller》 세션 동안 잭슨의 새로운 가사로 그들 자신의 버전을 녹음했다. 이 트랙은 《Thriller》 음반을 만들지는 못했지만, 잭슨을 위한 타임 키보디스트였던 필린게인즈는 나중에 영국에서 《August》의 리드 싱글이 된 클랩튼 버전과 비슷한 1984년 《Pulse》 음반에 자신의 곡 버전을 발매했다. 잭슨의 버전은 마침내 2010년 사후 음반 《Michael》에 발매되었다.
클랩튼의 음반 스튜디오 밴드에는 드러머 겸 보컬리스트 필 콜린스, 베이시스트 네이선 이스트, 키보디스트 그레그 필린게인즈, 색소폰 연주자 마이클 브레커, 트럼펫 연주자 랜디 브레커, 존 파디스, 트롬본 연주자 데이브 바제론이 포함되었다.
콜린스의 솔/팝과 클랩튼의 블루스/록 사이사이에서 《August》가 클랩튼의 복귀를 강화했다. 클랩튼, 콜린스, 이스트, 필린게인즈는 향후 2년 동안 클랩튼의 호평을 받은 라이브 참여를 위해 스튜디오 역할을 다시 연주할 것이다.

## 곡 목록
| #   | 제목                                  | 작사·작곡                                   | 재생 시간 |
| --- | ------------------------------------- | ------------------------------------------- | --------- |
| 1.  | 〈It's in the Way That You Use It〉   | 에릭 클랩튼, 로비 로버트슨                  | 4:11      |
| 2.  | 〈Run〉                               | 레이몬트 도지어                             | 3:39      |
| 3.  | 〈Tearing Us Apart (with 티나 터너)〉 | 클랩튼, 그레그 필린게인즈                   | 4:15      |
| 4.  | 〈Bad Influence〉                     | 로버트 크레이, 마이클 밴니스                | 5:09      |
| 5.  | 〈Walk Away〉                         | 리처드 펠드먼, 마르셀라 디트로이트          | 3:52      |
| 6.  | 〈Hung Up on Your Love〉              | 도지어                                      | 3:53      |
| 7.  | 〈Take a Chance〉                     | 클랩튼, 네이선 이스트, 필린게인즈           | 4:54      |
| 8.  | 〈Hold On〉                           | 클랩튼, 필 콜린스                           | 4:56      |
| 9.  | 〈Miss You〉                          | 클랩튼, 바비 콜럼비, 필린게인즈             | 5:06      |
| 10. | 〈Holy Mother〉                       | 스티븐 비숍, 클랩튼                         | 4:55      |
| 11. | 〈Behind the Mask〉                   | 크리스 모스델, 사카모토 류이치, 마이클 잭슨 | 4:47      |
| 12. | 〈Grand Illusion〉                    | 밥 패럴, 데이브 로빈스, 웨슬리 스티븐슨     | 6:23      |

## 인증
| 국가                       | 인증     | 판매량/출하량 |
| -------------------------- | -------- | ------------- |
| 영국 (BPI)                 | 플래티넘 | 300,000^      |
| 미국 (RIAA)                | 골드     | 500,000^      |
| ^출하량을 기반으로 한 인증 |          |               |